# 野又峠
野又峠 （のまたとうげ）は、三重県多気郡大台町・北牟婁郡紀北町境にある国道422号上にある峠である。

## 概要
野又峠は前述したとおり国道422号上に位置する峠であるが、すぐ北にある庄司峠同様点線国道上にある。西に三重県道603号大杉谷海山線（水呑峠）が開通しているためそちらを利用すれば両町を行き来できるが、崩落などで通行止めになっている場合は国道42号などを使って大きく回り込む必要がある。

## 道路状況
大台町側、紀北町側共に端点付近まで整備の手が行き届いている。

### 大台町側
国道422号の長期通行止め区間であった八知山トンネル（2017年2月25日より新八知山トンネルが供用開始し、19年振りに通行を再開している）を過ぎてからは道幅が広狭混在しており、宮川に沿いながら道路が伸びている。三重県道53号大台ヶ原線が分岐した後は橋で宮川を渡り、三軒家集落を過ぎると道が二手に分かれる。右へ進んだところには県営林道野又超線と書かれた看板が設置されている。

### 紀北町側
三重県道751号三戸紀伊長島停車場線との交差点を過ぎて、おおよそ2車線幅の道を走ると紀北町側の端点である大野内側にかかる楠木橋に到着する。特に悪路もなく交通量も少ない。